# Prodromus della Corografia e della Topografia Fisica dell Toscana
Prodromus della Corografia e della Topografía Física dell Toscana (abreviado Prodr. Corogr. Toscana) es un libro con ilustraciones y descripciones botánicas que fue escrito por el médico y naturalista italiano Giovanni Targioni Tozzetti y publicado en Florencia en el año 1754.